# Villanueva de Azoague
Villanueva de Azoague es una localidad y un municipio de España, en la comunidad autónoma de Castilla y León, dentro de la provincia de Zamora, situado en la comarca de Benavente y Los Valles.
En el municipio se encuentra también la localidad de Castropepe.

## Toponimia
El topónimo deriva del árabe أسواق (aswāq) «mercados», precedido del término Villanueva.

## Geografía
Integrado en la comarca de Benavente y Los Valles, se sitúa a 70 kilómetros de Zamora. El término municipal está atravesado por la autovía Ruta de la Plata (A-66) y por la carretera nacional N-630, entre los pK 220 y 222, además de por una carretera local que se dirige hacia Benavente. 
El relieve está definido por el valle del río Órbigo y del río Esla, el último de los cuales separa el núcleo principal de Castropepe. Cuenta con numerosos canales para el regadío. La altitud oscila entre los 725 metros al este y los 695 en la confluencia de los ríos Órbigo y Esla. El pueblo se alza a 701 metros sobre el nivel del mar. 
| Noroeste: Benavente                   | Norte: Benavente y Castrogonzalo | Nordeste: Castrogonzalo                     |
| Oeste: Benavente                      |                                  | Este: Castrogonzalo y San Esteban del Molar |
| Suroeste: Santa Colomba de las Monjas | Sur: Barcial del Barco           | Sureste: Vidayanes                          |

## Historia
Durante la Edad Media Villanueva de Azoague quedó integrado en el Reino de León, cuyos monarcas habrían acometido la repoblación de la localidad tras la decisiva victoria de los ejércitos de Alfonso III en el año 878  en la batalla de la Polvorosa.
Durante la Edad Moderna, Villanueva de Azoague fue una de las poblaciones que formó parte de la provincia de las Tierras del conde de Benavente, encuadrándose dentro de esta en la Merindad de Villamandos y la receptoría de Benavente.
No obstante, al reestructurarse las provincias y crearse las actuales en 1833, Villanueva de Azoague pasó a formar parte de la provincia de Zamora, dentro de la Región Leonesa, quedando integrado en 1834 en el partido judicial de Benavente.
Finalmente, en torno a 1850, el antiguo municipio de Castropepe se integró en el de Villanueva de Azoague.

## Geografía humana

### Demografía
Cuenta con una población de 381 habitantes (INE 2024).
| Gráfica de evolución demográfica de Villanueva de Azoague entre 1842 y 2021 |
| |
| Población de derecho según los censos de población del INE Población de hecho según los censos de población del INEEntre el censo de 1857 y el anterior, crece el término del municipio porque incorpora a 495034 (Castropepe) |

La población que reside en Villanueva de Azoague, sin tener en cuenta la localidad de Castropepe, es de 269 habitantes, de los cuales 248 viven en el núcleo y el resto diseminado.

## Monumentos y lugares de interés
Como monumento sobresale en la localidad la iglesia de la Asunción, que destaca por su artesonado y el coro. Por otro lado, en el recinto de la fábrica azucarera se encuentra el Museo del Azúcar (antigua Casa del Administrador), donde se muestran los útiles de elaboración de este producto a lo largo de la historia.

## Cultura

### Fiestas
Dos son las festividades principales en Villanueva de Azoague: San Gregorio, el 9 de mayo, y la virgen de la Asunción, una celebración que tiene lugar el 15 de agosto.